# Dead Means Nothing
Dead Means Nothing est un groupe de death metal mélodique et metalcore espagnol originaire d'Irurzun, Navarre. Le premier album studio du groupe, Seeds of Hate, est publié en septembre 2007. Le 22 mai 2009 sort le deuxième album studio, du groupe, Nothing of Devenity.

## Biographie
Le groupe est formé en 2003 à Irurzun, dans la Communauté forale de Navarre, en Espagne. Deux ans plus tard, en 2005, le groupe publie sa première démo éponyme. 
Le premier album studio du groupe, Seeds of Hate, est publié en septembre 2007, et reste très discret. En septembre 2008, la liste des chansons d'un coffret 10 CD intitulé Spain Kills est annoncée, et comprendra la chanson The Seeker of Darkness de Dead Means Nothing. 
Le 22 mai 2009 sort le deuxième album studio, du groupe, Nothing of Devenity, qui est moyennement accueilli par la presse spécialisée,,. Pour powermetal.de, la chanson Paroled rappelle AC/DC et Thy Will Be Done rappelle Ted Nugent. En mars 2010, le groupe est confirmé pour le festival Wacken Open Air organisé en Allemagne organisé du 5 au 7 août.

## Membres

### Membres actuels
- Guiller1000 - batterie[1]
- Iñigo - guitare[1]
- Ramiro - guitare[1]
- Igor - chant[1]
- Óscar Alonso - basse (depuis 2003)[1]

### Anciens membres
- Dani - chant[1]
- David - guitare (2003-?)[1]